# Battaglia di Bergamo
La battaglia di Bergamo fu combattuta tra gli Alani e l'Impero Romano d'Occidente nel contesto delle invasioni barbariche e della caduta dell'Impero romano d'Occidente
Nel 464, il condottiero alano Bergor guidò un'invasione dell'Italia settentrionale, facendo marciare le sue forze nella Pianura Padana . A Bergamo , vicino a Milano , Beorgor fu affrontato dal generale romano Ricimero il 6 febbraio 464. Dopo aspri combattimenti, gli alani vennero sconfitti e Beorgor fu ucciso, come conseguenza questi abbandonarono l'Italia.